# فيرخني كازانيشتشي (داغستان)
فيركني كازانيشتشي (بالروسية: Верхнее Казанище) هي مدينة في جمهورية داغستان في روسيا. ويبلغ عدد سكانها حوالي 6278 نسمة.